# Voschod (lanciatore)
I lanciatori Voschod (in russo Восход?, translitterato anche come Voskhod; lett. "Alba"), 11A57 secondo la designazione russa) erano dei vettori spaziali sviluppati e costruiti in Unione Sovietica nei primi anni sessanta. Si trattava di un'evoluzione del lanciatore Vostok, derivato a sua volta dal missile balistico intercontinentale R-7, meglio conosciuto in Occidente con il nome in codice NATO di SS-6 Sapwood. In pratica, si trattava di un normale R-7 il cui terzo stadio era stato modificato per i trasporto di sonde.
Inizialmente realizzati nell'ambito di un programma di voli spaziali umani, i Voschod furono in seguito largamente usati per la messa in orbita dei satelliti Zenit.

## Storia
Il primo lancio di un Voschod si ebbe il 16 novembre 1963, e l'ultimo il 29 giugno 1976. I lanci complessivi furono 300, di cui 13 falliti (percentuale di successo: 95,67%). Il costo di ogni lancio era di 18 milioni di dollari (1994).